# Nikolai Selikovsky

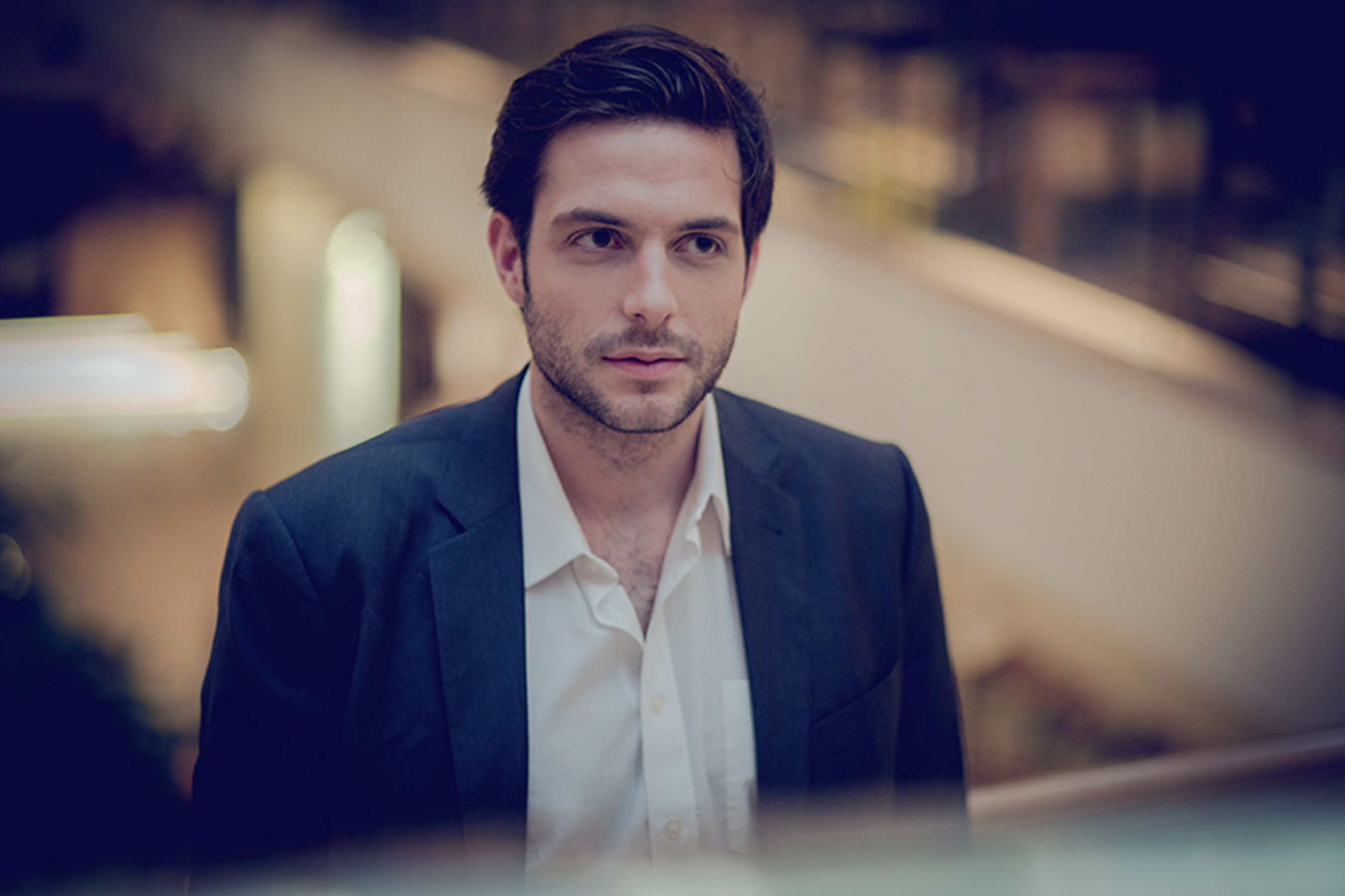
Nikolai Selikovsky

Nikolai Selikovsky (* 12. Februar 1988 in Wien) ist ein österreichischer Sänger und Schauspieler sowie Frontman der Band N.I.K.O.
Ein Jahr nach seinem Debüt als Hauptdarsteller im Kinofilm Sturmfrei  erschien 2010 sein erstes Album Dichter der Großstadt.  2014 veröffentlichte er das Album Zwischen Asphalt und Milchstraße. Einem größeren Publikum wurde er 2017 mit dem Film Die Migrantigen in seiner Rolle als Thomas bekannt.
2018 erscheint das durch Crowdfunding finanzierte Album, inklusive Tour Unter Strom und verhilft der Band N.I.K.O. aber auch dem facettenreichen Künstler zu beachtlicher, medialer Aufmerksamkeit.
Selikovsky wirkt als Nebendarsteller in Fernseh- und Kinoproduktionen wie Vorstadtweiber, SOKO Donau, Dennstein & Schwarz, Ziemlich russische Freunde mit und verfeinert seine schauspielerischen Fähigkeiten unter anderem in New York bei Susan Batson (Schauspielcoach von Nicole Kidman). In seiner Wahlheimat Rom wohnend wird Selikovsky 2020 als bester Schauspieler im Kurzfilm Anna, again am Pigneto Film Festival nominiert.

## Diskografie
- 2010: Dichter der Großstadt
- 2014: Zwischen Asphalt und Milchstraße
- 2018: Unter Strom

## Filmografie (Auswahl)
- 1997: Eine tödliche Liebe
- 2009: Sturmfrei
- 2012: Terra Mater – The Tulip Bubble
- 2012: War’s Gut? (Kurzfilm)
- 2013: SOKO Kitzbühel – Vergeltung
- 2014: Spuren des Bösen – Schande
- 2015: Spuren des Bösen – Liebe
- 2017: Bloody Shadow
- 2017: Die Migrantigen
- 2018: SOKO Donau – Nemesis
- 2019: Walking On Sunshine
- 2019: Vorstadtweiber
- 2020: Dennstein & Schwarz – Rufmord
- 2020: Ziemlich russische Freunde
- 2024: The Decameron (Fernsehserie)